# Хауард Хокс
Хауард Винчестер Хокс (Гошен, 30. мај 1896 –  Палм Спрингс, 26. децембар 1977) био је амерички филмски редитељ, продуцент и сценариста. Критичар Леонард Малтин га је назвао „највећим америчким редитељем који није познат“.
Свестрани филмски режисер, Хокс је истраживао многе жанрове као што су комедије, драме, гангстерски филмови, научна фантастика, филм ноар, ратни филмови и вестерни. Његови најпопуларнији филмови су Лице са ожиљком (1932), Силом дадииља (1938), Само анђели имају крила (1939), Његова девојка Петко (1940), Имати и не имати (1944), Дубоки сан (1946), Црвена река (1948), Ствoр са другог света (1951), Мушкарци више воле плавуше (1953) и Рио Браво (1959). Његови чести портрети снажних женских ликова са оштрим вербалним наступом су дефинисали „хоксијанске жену“.
Године 1942. Хокс је једини пут номинован за Оскара за најбољу режију за наредника Јорка (1941). Године 1974. добио је Почасну награду Академије као „маестралан амерички филмси ствараоца чији креативни напори заузимају истакнуто место у светској кинематографији“. Његов рад је утицао на разне популарне и цењене редитеље као што су Мартин Скорсезе, Роберт Алтман, Жан-Лик Годар, Џон Карпентер, Рајнер Вернер Фасбиндер и Мајкл Ман.

## Младост и позадина
Хауард Винчестер Хокс је рођен у Гошену, Индијана . Био је прворођено дете Френка Винчестер Хокса (1865–1950), богатог произвођача папира, и његове жене Хелен Браун (рођена Хауард; 1872–1952), ћерке богатог индустријалца. Хоксова породица по очевој страни били су амерички пионири, а његов предак Џон Хокс је емигрирао из Енглеске у Масачусетс 1630. Породица се на крају настанила у Гошену и до 1890-их била је једна од најбогатијих породица на Средњем западу, углавном захваљујући веома профитабилној компанији Goshen Milling Company.
Хоксов деда по мајци 1845–1916), имао је домаћинство у Нини у Висконсину 1862. године у доби од 17 година. У року од 15 година стекао је богатство у градској фабрици папира и другим индустријским подухватима. Френк Хокс и Хелен Хауард упознали су се почетком 1890-их и венчали 1895. године. Хауард Хокс је био најстарије од петоро деце и његово рођење су пратили Кенет Нил Хокс (12. август 1898 – 2. јануар 1930), Вилијам Белинџер Хокс (29. јануар 1901 – 10. јануар 1969), Грејс Луиз Хокс (17. октобар)., 1903 – 23. децембар 1927) и Хелен Бернис Хокс (1906 – 4. мај 1911). Године 1898, породица се вратила у Нину где је Френк Хокс почео да ради за Howard Paper Company свог таста.

## Стил
Хокс је био свестрани редитељ чија каријера укључује комедије, драме, гангстерске филмове, научну фантастику, филм ноар и вестерне. Хоксова сопствена функционална дефиниција онога што чини „добар филм“ карактеристична је за његов стил без бесмислица: „Три сјајне сцене, ниједна лоша“. Хокс је такође доброг редитеља дефинисао као „некога ко те не нервира“. Према сопственим речима, његов стил режије заснива се на уживању и једноставности. Његов стил је био веома фокусиран на глумце и трудио се да сними што је могуће мање тејкове, чиме је сачувао својствен и природан хумор за своје комичне комаде.
Иако Хавкс није био наклоњен феминизму, популаризирао је архетип хоксијанске жене, приказ жена у снажнијим, мање женственим улогама. Такве улоге нису постојале пре 1920-их и стога се сматрало реткошћу и, према Наоми Вајз, цитиран је као прототип постфеминистичког покрета. Још једна значајна тема коју је носио кроз његов рад укључивала је однос морала и људске интеракције. У том смислу је тежио да драматичније елементе концепта или заплета прикаже на хумористичан начин.
Орсон Велс је у интервјуу са Питером Богдановичем рекао за Хауарда Хокса, у поређењу са Џоном Фордом, да је „Хокс одлична проза; Форд је поезија“. Упркос Хоксовом раду у различитим холивудским жанровима, он је и даље задржао независни сензибилитет. Филмски критичар Дејвид Томсон написао је о Хоксу: „Далеко од тога да је био кротки испуњивач холивудских форми, он је увек бирао да их окрене наопачке. Имати и немати и Велики сан, наводно авантура и трилер, заиста су љубавне приче. Рио Браво, очигледно вестерн јер сви носе каубојске шешире – је комична прича. Тобожње комедије су прожете изложеним емоцијама, са најсуптилнијим погледима на сексуални рат, и са иричним признањем некомпатибилности мушкараца и жена.“ Дејвид Боксвел тврди да је дело режисера „оптужено за историјски и адолесцентни ескапизам, али Хоксови обожаваоци се радују његовом изузетном избегавању холивудске религиозности, батоса, махања заставама и сентименталности.

## Писање и продукција
Поред каријере филмског редитеља, Хауард Хокс је написао или надгледао писање сценарија за већину својих филмова. У неким случајевима, он би преписао делове сценарија на сету. Због правила Цеха сценариста да режисер и продуцент не могу добити заслуге за писање, Хокс је ретко добијао кредит. Иако је Сидни Хауард добио заслуге за писање Прохујало са вихором (1939), сценарио је заправо написало безброј холивудских сценариста, укључујући Дејвида О. Селзника, Бена Хехта и Хауарда Хокса. Хокс је био незаслужени сарадник многих других сценарија као што су Underworld (1927), Мароко (1930), Шангај Експрес (1932) и Гунга Дин (1939). Хокс је такође продуцирао многе своје филмове, не желећи да ради у великим филмским студијима, јер му је то омогућило креативну слободу у његовом писању, режији и глумцима. Хокс би понекад напустио филмове које није сам продуцирао. Хокс, међутим, никада није размишљао да продукција буде пре његове режије. На пример, неколико филмских картица за његове филмове приказује „Режија и продукција Хауарда Хокса“ са „продуцирано“ испод „режија“ много мањим фонтом. Понекад његови филмови не би приписали заслуге ниједном продуценту. Хокс је открио многе познате филмске звезде као што су Пол Муни, Џорџ Рафт, Ен Дворжак, Керол Ломбард, Френсис Фармер, Џејн Расел, Монтгомери Клифт, Џоан Дру, Енџи Дикинсон, Џејмс Кан и најпознатије Лорен Бекол.

## Награде и признања
Петер Богданович је предложио Музеју модерне уметности да направи ретроспективу о Хауарду Хоксу када је био у процесу издавања Хатари!. У маркетиншке сврхе, Парамаунт је платио део изложбе која је одржана 1962. године. Изложба је путовала у Париз и Лондон. Богданович је за догађај припремио монографију. Као резултат ретроспективе, објављено је специјално издање Cahiers du Cinéma, а Хокс је представљен у сопственом издању часописа Муви.
Године 1996, Хауард Хокс је изабран као број 4 на листи 50 највећих режисера Entertainment Weekly-а. Године 2007. часопис Тотал Филм је Хокса сврстао на 4. место на својој листи „100 највећих филмских редитеља икада“. Силом дадиља (1938) био је на 97. листи АФИ-јевог 100 година...100 филмова Америчког филмског института. На АФИ-јевом АФИ-јевом 100 година...100 комедија Силом дадиља је на листи 14, Његова девојка Петко (1940) је на листи 19, а Ватрена лопта (1941) на листи 92. У анкетама Sight & Sound 2012. о најбољим филмовима икада снимљеним, шест филмова у режији Хавкса нашло се међу 250 најбољих филмова критике: Рио Браво (број 63), Силом дадиља (број 110), Само анђели имају крила (број 154), Његова девојка Петко (број 171), Дубоки сан (број 202) и Црвена река (број 235). Шест његових филмова тренутно има 100% рејтинг на Rotten Tomatoes. Његови филмови Ватрена лопта, Велики сан, Силом дадиља, Његова девојка Петко, Само анђели имају крила, Црвена река, Рио Браво, Лице са ожиљком, Наредник Јорк, Ствар из другог света и Двадесети век сматрани су „културолошки, историјски или естетски значајан“ од стране Конгресне библиотеке Сједињених Држава и уведен у Национални филмски регистар.
Од филмске индустрије, добио је три номинације за Изузетно режисерско достигнуће у филмовима од Савеза америчких режисера за Црвена река 1949. године, Велико небо 1953. и Рио Браво 1960. Уврштен је у Кућу славних онлајн филмског и телевизијског удружења због своје режије 2005. За свој допринос филмској индустрији, Хауард Хокс има звезду на холивудском Булевару славних у улици Вајн 1708. Био је номинован за Оскара за најбољу режију 1942. за наредника Јорка, али је свог јединог Оскара добио 1974. као почасну награду Академије. Наведен је као мајстор филма чији креативни напори заузимају истакнуто место у светској кинематографији.

## Наслеђе
Педесетих година 20. века, Јуџин Арчер, филмофил, планирао је да напише књигу о важним америчким филмским редитељима као што је Џон Форд. Међутим, након што је прочитао Cahiers du Cinéma, Арчер је сазнао да је француска филмска сцена више заинтересована за Алфреда Хичкока и Хауарда Хокса. Књиге о Хоксу нису писане све до шездесетих, а пуна биографија о Хавксу није објављена до 1997. године, двадесет година након његове смрти. Филмски критичар Ендру Сарис навео је Хауарда Хокса као „најмање познатог и најмање цењеног холивудског редитеља било које врсте“. Према професору филмских студија Ијану Бруксу, Хокс није толико познат као други редитељи, због недостатка повезаности са одређеним жанром као што су Форд са вестерном и Хичкок са трилером. Хавкс је радио у многим жанровима, укључујући гангстер, филм ноир, музичку комедију, романтичну комедију, комедију, вестерн, авијацију и борбе. Штавише, Хокс је више волео да се не дружи са великим студијима током своје филмске продукције. Радио је за све веће студије барем једном на краткорочни уговор, али многи његови филмови су произведени под његовим именом. Једноставност његових наратива и прича је такође можда допринела његовом недовољно препознавању. Комерцијално, његови филмови су били успешни, али је добио мало признања критичара осим једне номинације за Оскара за најбољу режију за наредника Јорка (изгубио је од Џона Форда за Како је била зелена моја долина), и почасну награду Академије која му је додељена две године пре његове смрти.
Неки критичари ограничавају Хокса његовим акционим филмовима, описујући Хокса као редитеља који је продуцирао филмове са „мушком пристрасношћу“, међутим акционе сцене у Хоксовим филмовима често су биле препуштене редитељима друге јединице, а Хокс је заправо више волео да ради у затвореном простору. Стил Хауарда Хокса је тешко протумачити, јер не постоји препознатљив однос између његовог визуелног и наративног стила као у филмовима његових савремених редитеља. Пошто је његов стил камере више произашао из његовог начина рада, а не из анегдотске или визуелне реализације, његов рад камере је ненаметљив, због чега се чини да његови филмови имају мало или нимало кинематографског стила. Хоксов стил се, пре, може окарактерисати као импровизациони и колаборативни. Хоксов редитељски стил и употреба природног, разговорног дијалога у његовим филмовима наводе се као велики утицај на многе запажене филмске ствараоце, укључујући Роберта Алтмана, Џона Карпентера, и Квентина Тарантина. Његовом раду се такође диве многи значајни редитељи укључујући Питера Богдановића, Мартина Скорсезеа, Франсоа Трифоа, Мајкла Мана и Жака Ривета. Жан-Лик Годар га је назвао „највећим америчким уметником“. Критичар Леонард Малтин назвао је Хокса „највећим америчким редитељем који није познат“. Ендру Сарис у својој утицајној књизи филмске критике Америчка кинематографија: редитељи и режије 1929–1968 укључила је Хокса у „пантеон“ 14 највећих филмских редитеља који су радили у САД. Брајан Де Палма је своју верзију Лице са ожиљком посветио Хоксу и Бену Хехту. Алтман је био под утицајем убрзаног дијалога His Girl Friday у M*A*S*H-у и каснијих продукција. Хокс је добио надимак „Сиви лисац” од стране чланова холивудске заједнице, захваљујући његовој прерано седој коси.
Неки филмски критичари Хокса сматрају аутором како због његовог препознатљивог стила и честе употребе специфичних тематских елемената, тако и због његове пажње према свим аспектима његових филмова, а не само режији. Француски критичари повезани са Cahiers du cinéma, Хоукса су поштовали, који су интелектуализовали његов рад на начин који је и сам Хокс сматрао умерено забавним (његов рад је у Француској промовисао биоскоп The Studio des Ursulines. И иако га британски критичари круга Sight&Sound у почетку нису схватили озбиљно, други независни британски писци, попут Робина Вуда, дивили су се његовим филмовима. Вуд је назвао Хоксов Рио Браво својим најбољим филмом свих времена.

## Рефернце
1. ↑  McCarthy 1997, стр. 18–19.
2. ↑  McCarthy 1997, стр. 25.
3. ↑  McCarthy 1997, стр. 27–29.
4. ↑  Breivold 2006, стр. 63; Dixon & Foster 2008, стр. 99–101, 289
5. ↑  Farr, John (5. 4. 2013). „Genius Uncovered: The Film Legacy of Howard Hawk”. Huffington Post. Приступљено 26. 7. 2016.
6. 1 2  McBride 1982, стр. 2.
7. ↑  McBride 1982, стр. 4.
8. ↑  Dixon & Foster 2008, стр. 101.
9. ↑  Hillier & Wollen 1997, стр. 111–119; McBride 1982, стр. 70
10. ↑  Bogdanovich, Peter.
11. ↑  Thomson 1994, стр. 322.
12. ↑  Boxwell, David.
13. ↑  Mast 1982, стр. 8–9, 28.
14. ↑  Wollen 2002, стр. 14.
15. ↑  Staff, EW (19. 4. 1996). „The 50 Greatest Directors and Their 100 Best Movies”. Entertainment Weekly. Meredith Corporation. Приступљено 4. 10. 2018.
16. ↑  „The Greatest Directors Ever by Total Film Magazine”. Filmsite.org. Архивирано из оригинала 26. 4. 2014. г. Приступљено 19. 4. 2009.
17. ↑  „AFI's 100 Greatest American Movies of All Time”. American Film Institute. Приступљено 26. 7. 2016.
18. ↑  „AFI's 100 Funniest American Movies of All Time”. American Film Institute. Приступљено 26. 7. 2016.
19. ↑  "Critics' top 100."
20. ↑  „Howard Hawks – Rotten Tomatoes”. Rotten Tomatoes. Приступљено 12. 1. 2019.
21. ↑  „Complete National Film Registry Listing”. Library of Congress. Приступљено 26. 7. 2016.
22. ↑  „1st Annual DGA Awards Honoring Outstanding Directorial Achievement for 1948”. Directors Guild of America. Directors Guild of America. Приступљено 4. 10. 2018.
23. ↑  „5th Annual DGA Awards Honoring Outstanding Directorial Achievement for 1952”. Directors Guild of America. Directors Guild of America. Приступљено 4. 10. 2018.
24. ↑  „12th Annual DGA Awards Honoring Outstanding Directorial Achievement for 1959”. Directors Guild of America. Directors Guild of America. Приступљено 4. 10. 2018.
25. ↑  „Film Hall of Fame Inductees: Architects”. Online Film & Television Association. Online Film & Television Association. Приступљено 4. 10. 2018.
26. ↑  „Howard Hawks”. Hollywood Walk of Fame. Hollywood Chamber of Commerce. Приступљено 26. 7. 2016.
27. ↑  „The 14th Academy Awards 1942”. Oscars. Academy of Motion Picture Arts and Sciences. Архивирано из оригинала 11. 10. 2014. г. Приступљено 26. 7. 2016.
28. ↑  „Honorary Award”. Oscars.org. Academy of Motion Picture Arts and Sciences. 17. 7. 2014. Приступљено 3. 10. 2018.
29. ↑  Franks 2004, стр. 243
30. 1 2 3  Brookes 2016, стр. 2.
31. ↑  Sarris 1968, стр. 53.
32. 1 2 3  Brookes 2016, стр. 4.
33. ↑  Brookes 2016, стр. 5.
34. ↑  „Howard Hawks”. IMDb. Архивирано из оригинала 28. 1. 2017. г. Приступљено 20. 9. 2017.
35. ↑  „John Carpenter: 10 modern films inspired by the genre master”. British Film Institute (на језику: енглески). Архивирано из оригинала 10. 3. 2017. г. Приступљено 20. 9. 2017.
36. ↑  Child, Ben (12. 1. 2010). „Why Quentin Tarantino wants to be the next Howard Hawks”. The Guardian. Архивирано из оригинала 4. 6. 2017. г. Приступљено 20. 9. 2017.
37. 1 2  Horne, Philip.
38. ↑  Rivette, Jacques.
39. ↑  Brody, Richard.
40. ↑  Crouse 2005, стр. 250.
41. ↑  Sarris 1968.
42. ↑  Martin 1985, стр. xii.
43. ↑  Gregory 1973, стр. 46
44. ↑  Farr, John (21. 5. 2012). „Genius Uncovered: The Film Legacy of Howard Hawks”. The Huffington Post. Oath. Приступљено 17. 10. 2018.
45. ↑  McCarthy 1997; Fuller 2002, стр. 101
46. ↑  Mast 1982, стр. 27–35.
47. ↑  Howell, Peter.